# گلیشنو ویلکیه
گلیشنو ویلکیه (به لهستانی:  Gliśno Wielkie) یک روستا در لهستان است که در گمینا لیپنگتسا واقع شده‌است.
 گلیشنو ویلکیه  ۱۷۹ نفر جمعیت دارد.